# Pseudipochira albertisi
Pseudipochira albertisi là một loài bọ cánh cứng trong họ Cerambycidae.